# Prêmios da Academia do Japão
Os Prémios (português europeu) ou Prêmios (português brasileiro) da Academia Japonesa (日本アカデミー賞, Nippon Academy-shō), por vezes chamados de Prémios (ou Prêmios) da Academia do Japão, é uma organização de premiações anualmente realizada desde 1978 pela Academia Japonesa de Cinema em reconhecimento à excelência de profissionais da indústria cinematográfica do Japão. As categorias de premiação são semelhantes ao Óscar.
A 37ª edição da cerimónia aconteceu a 7 de março de 2014 no Grand Prince Hotel New Takanawa, em Tóquio.

## Premiações realizadas
| - Melhor Filme do Ano - Melhor Animação do Ano - Melhor Realizador do Ano - Melhor Argumentista do Ano - Melhor Ator Principal - Melhor Atriz Principal - Melhor Ator Secundário - Melhor Atriz Secundária - Mérito Proeminente na Música - Mérito Proeminente na Cinematografia - Mérito Proeminente na Direção de Iluminação | - Mérito Proeminente na Direção Artística - Mérito Proeminente na Gravação Sonora - Mérito Proeminente na Edição Cinematográfica - Mérito Proeminente em Filme de Língua Estrangeira - Estreante do Ano - Prémio de Popularidade - Prémio Especial de Honra da Associação - Prémio Especial do Presidente - Prémio Especial da Associação |